# Chrysotoxum fasciatum
Chrysotoxum fasciatum là một loài ruồi trong họ Ruồi giả ong (Syrphidae). Loài này được Müller mô tả khoa học đầu tiên năm 1764. Chrysotoxum fasciatum phân bố ở vùng Cổ Bắc giới (Đan Mạch)